# Allgemeine Deutsche Arbeiterverbrüderung

La Fraternité générale des travailleurs allemands (Allgemeine deutsche Arbeiterverbrüderung en allemand) est une organisation de travailleurs créée pendant la révolution de Mars, la plus importante de son époque, qui fédérait différentes organisations de travailleurs. Elle continue d'exister après la fin de la révolution. Elle est considérée comme précurseur d'ultérieures organisations de travailleurs, aussi bien politiques que syndicales.

## Contexte et création

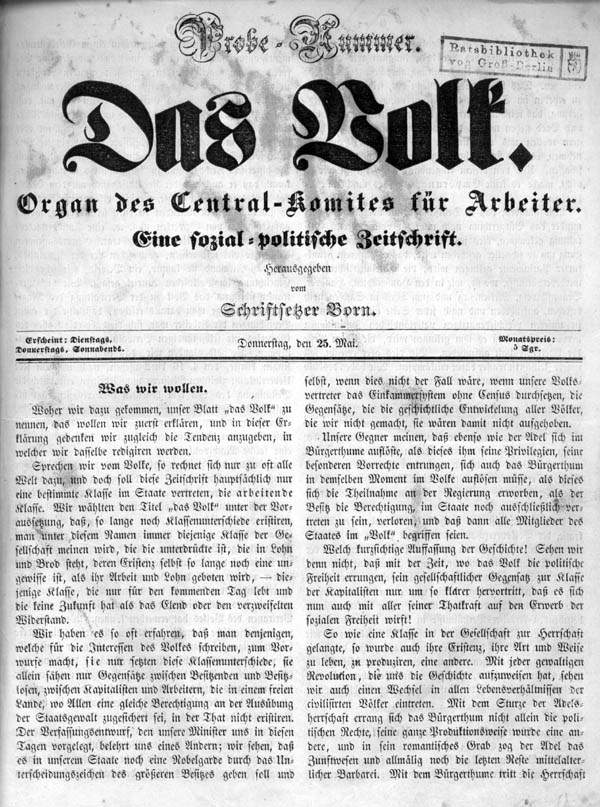
Das Volk (spécimen)

Tout d'abord il faut rappeler qu'en 1848, le terme travailleur ne renvoie qu'en petite partie aux ouvriers, travaillant en usine. Le terme renvoie bien plus à l'époque aux artisans et assistants d'artisans. Les premières organisations se créent donc aussi parce qu'à l'époque le métier d'artisan est menacé par l'industrialisation.
Ainsi le 15 juillet 1848 les artisans se rassemble à Francfort-sur-le-Main au « congrès général des artisans » (Allgemeinen Handwerker- und Gewerbekongress). Ils choisissent la ville pour leur congrès afin d'être en contact avec l'assemblée nationale qui y siège. Ils protestent contre l'industrialisation, le capitalisme, la libre concurrence et la liberté d'établissement.
C'est un galop d'essai pour les conservateurs sociaux. L'orateur Karl Georg Winkelblech (de) réclame la réintroduction des corporations et d'une économie contrôlée par l'État.
Il apparaît toutefois rapidement au grand jour que les intérêts des maîtres artisans et de leurs ouvriers sont très différents. Les maîtres voulant décider seuls, les ouvriers décident de faire un contre-congrès du 20 juillet au 20 septembre.
Cette scission n'est pas symbolique seulement de la traditionnelle division maître-ouvrier, mais également de celle entre capital et travailleurs introduit par le socialisme.
À Berlin, l'association d'ouvriers se transforme en un « comité central des travailleurs » (Zentralkomitee der Arbeiter) qui est une organisation devant réunir les différents syndicats qui se créent à l'époque. Ce comité doit permettre aux ouvriers de prendre leur destin en main, de ne plus se faire exploiter : la classe ouvrière comme un ensemble n'existe certes pas encore en Allemagne, mais ils veulent s'organiser pour peser dans le paysage politique national. Dans son journal Das Volk, le comité adresse des revendications ouvrières aux deux assemblées nationales (de Francfort et de Berlin). Il prépare également un « congrès général des travailleurs » (Allgemeiner Arbeiterkongress).
Ce congrès a lieu du 23 août au 3 septembre 1848 à Berlin. Des associations de travailleurs de Hambourg, Berlin, Leipzig et Chemnitz, ainsi que 31 délégués majoritairement originaires de Saxe, des provinces de l'est de la Prusse et du nord de l'Allemagne, s'y rejoignent. L'assemblée décide de la création de l'Allgemeinen Arbeiterverbrüderung et de la création d'un syndicat pour les travailleurs de l'industrie du tabac.

## Organisation

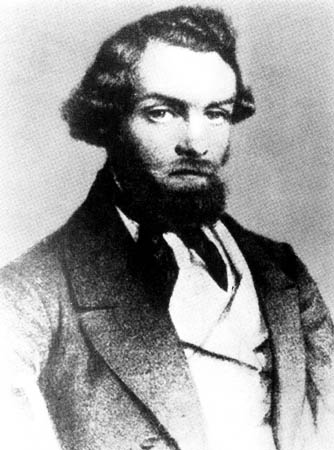
Stephan Born, meneur de la fraternité

L'Arbeiterverbrüderung est la plus grande association de travailleurs pendant et après la révolution de mars. Elle comprend plus de 170 associations filiales et de 15 000 membres. Rien qu'en Prusse, 64 associations en font partie, parmi elles 37 sont situées dans la région rhénane, 7 dans la province de Brandebourg, et 6 dans la province de Westphalie. Ces associations sont réunies au niveau local dans des comités de district. Un comité central dirige l'ensemble depuis Berlin puis depuis Leipzig. L'historien Dieter Langewiesche affirme toutefois que malgré l'existence de cette instance centrale, la fraternité a une organisation assez lâche. Ce comité a pour tâche principale la promotion et l'expansion de l'association grâce à ses contacts avec les filiales locales. Chaque filiale reste sinon totalement indépendante aussi bien au niveau du programme politique que de l'organisation. Une autre des missions du comité central est de publier le journal Die Verbrüderung, le journal de l'association. Celui-ci est surtout lu à Berlin et doit apporter un sentiment d'appartenance aux membres et un surplus de motivation. La bonne organisation de l'association est à attribuer en grande partie à Stephan Born.

## Objectifs
Un des objectifs de l'association est de porter les revendications des travailleurs, qui sinon n'ont que peu d'écho dans l'assemblée nationale. Le comité fondateur résume la chose en : « Nous les travailleurs devons nous aider nous-même, ». L'association n'est cependant pas anti-parlementaire, elle soutient expressément le processus de démocratisation en cours, avec notamment la mise en place d'une constitution. Un autre objectif de premier plan pour l'organisation est d'obtenir sa reconnaissance par l'assemblée nationale. L'entraide, établit en principe, doit combler les lacunes de la politique sociale du parlement. Ainsi l'association réclame la création de coopératives, de caisses d'assurance maladie et l'amélioration de la formation professionnelle. Le but est l'intégration des ouvriers dans la vie politique démocratique. Stéphan Born perçoit très clairement l'entrelacement entre question sociale et politique.
Il y a toutefois un lien étroit avec la Ligue des communistes de Karl Marx : nombreux sont les membres des deux associations, le Manifeste du parti communiste est distribué dans l'Arbeiterverbrüderung, et Stephan Born va jusqu'à proposer une division des tâches entre les deux organisations : la ligue doit s'occuper du programme politique, la fraternité de l'organisation pratique. Par la suite, Born et la fraternité divergent des idées de la Ligue des communistes. Ils deviennent plus favorable aux réformes sociales, à la voie parlementaire. Ce n'est pas un hasard si à partir de ce moment-là le terme « social-démocrate » est de plus en plus utiliser dans les publications de l'association. Un article de novembre 1848 déclare ainsi :
« Par ailleurs, nous frères les travailleurs doivent déjà le savoir, nous condamnons les émeutes, nous opposons contre chaque atteinte à l'ordre public. Nous ne pretons pas serment contre le gouvernement, nous voulons juste obtenir une place dans la Patrie, ».
Dans une pétition envoyée à l'assemblée nationale, la fraternité réclame :
1. Détermination d'une salaire minimum et d'un temps de travail réglementaire par une commission constituée de travailleurs et de maîtres (artisan) ou d'employeurs.

1. Maintient des salaires négociés.

1. Révocation des impôts indirects, introduction d'un impôt sur le revenu progressif avec exonération pour ceux ne possédant que le minimum requis pour vivre.

1. L'État prend en charge à titre gracieux la formation, et là où c'est nécessaire, l'éducation des jeunes en prenant en compte leurs capacités propres.

1. Création de bibliothèques publiques et gratuites.

1. Emploiement des chômeurs dans la fonction publique, à la condition que l'État leur fournisse le minimum vital.

## Fin du mouvement
Malgré ses idées non-révolutionnaires, l'Arbeiterverbrüderung prend fortement part à la campagne pour la constitution impériale afin de défendre les acquis de mars 1848. Ainsi le meneur de l'association : Stephan Born participe aux émeutes de mai à Dresde. En 1850, les gouvernements prussien, saxon et bavarois s'accordent pour interdire l'Arbeiterverbrüderung sous prétexte qu'elle serait un « terreau pour le communisme ».
Lors de leur congrès, tenu dans l'illégalité, à Leipzig la même année, un nouveau comité central est élu. Son siège alterne entre Brême et Hambourg. L'association joue un rôle sur un territoire toujours plus petit par la suite. Elle est interdite lors de l'été 1850 en Bavière, puis en Saxe. La publication du journal de l'association est également interrompue. Elle parvient toutefois à se maintenir en vie jusqu'à l'interdiction de toute association ouvrière qui est prononcée en 1854. Après l'échec de la révolution, l'association concentre ses revendications sur la question de l'entraide sociale et quitte le terrain politique.
Dans le mouvement ouvrier qui se reconstitue dans les années 1860, l'historien Toni Offermann perçoit la continuité de l'action de la fraternité dans la coopération entre associations locales. Elle se matérialise par la création de l'Allgemeine Deutsche Arbeiterverein et du Vereinstag Deutscher Arbeitervereine.

## Sources
- (de) Fest-Lieder der deutschen Arbeiter-Verbrüderung zum 18. März 1849, Berlin, Zschiesche, 1849
- (de) Bericht über die Wirksamkeit des Berliner Bezirks der deutschen Arbeiter-Verbrüderung, Berlin, S. H. Hermann, 1849
- (de) Statuten des Berliner Bezirks der Deutschen Arbeiter-Verbrüderung. Allgemeine Deutsche Arbeiterverbrüderung Bezirk, Berlin, Fuchs & Jansen, 1849
- (de) Grundstatuten der deutschen Arbeiter-Verbrüderung. Berathen auf der Generalversammlung deutscher Arbeiter vom 20. - 26. Februar 1850 zu Leipzig, Leipzig, Vereins-Buchdruckerei, 1850
- (de) Stephan Born, Das Volk. Organ des Central-Komitees für Arbeiter. Eine sozial-politische Zeitschrift (spécimen est paru le 25 mai 1848, N. 1 le 1er juin 1848 jusqu'au dernier numéro le 33 du 29 août 1848)
- (de) Stephan Born, Erinnerungen eines Achtundvierzigers. Mit dem Bildnis. des Verfassers, Leipzig, G. H. Meyer, 1898